# Трощанка
Трощанка (інші назви — Тростянка, Зелений) — річка в Україні, у межах Мостиського району Львівської області. Ліва притока Січні (басейн Вісли).

## Опис
Довжина річки 16 км, площа басейну 75 км². Річище слабо звивисте. Заплава місцями заболочена. Споруджено кілька ставків.

## Розташування
Витоки розташовані на захід від села Мишлятич. Річка тече спершу на схід і північний схід, потім на північ, а в селі Волиці повертає на північний схід. Впадає до Січні в селі Годині (за кількасот метрів від місця впадіння Січні до Вишні). 
Притоки: Шум (ліва) та невеликі потічки. 
Населені пункти вздовж річки (від витоків до гирла): Мишлятичі, Конюшки, Тщенець, Волиця, Годині. 